# 레몬상어
레몬상어(학명: Negaprion brevirostris)는 흉상어과에 속하는 상어의 일종으로, 3 미터까지 자란다.
'레몬상어'라는 이름은 겉모습 때문에 붙여졌다. 특정 깊이의 바닷속에서 레몬상어를 관찰하게 되면 빛 때문에 겉표면이 노르스름하고 울퉁불퉁한 것이 마치 레몬껍질같다고 해서 지어진 것이다.

## 모습
전체적으로 노란기가 도는 회색빛을 띠며 몸에 다른 특별한 무늬는 가지고 있지 않다. 또한 두 번째 등지느러미가 첫 번째 등지느러미와 거의 크기가 같은 것이 특징이다.

## 분포
보통 아열대나 열대지역에서 서식한다. 북아메리카와 남아메리카의 연안, 그리고 아프리카의 대서양쪽 연안에서 발견되며 태평양 적도 근처의 섬에서 발견되기도 한다. 보통 그리 얕지도 깊지도 않은 수심에서 생활하며 빨판상어와 같이 있는 모습이 자주 발견된다.

## 번식
레몬상어는 태생성(viviparous)이라 알을 낳는 대신 한 번에 4~17마리의 살아있는 새끼상어를 낳는다. 대개 2년에 한 번씩 맹그로브 숲같이 따뜻하고 수심이 얕은 곳에서 새끼를 낳는다. 새끼들은 태어나서부터 알아서 먹이를 구하며 1.5 ~ 2m 정도의 크기로 다 성장할 때까지 12 ~ 15년 정도 맹그로브 숲을 떠나지 않는다. 이 밖의 번식습성에 대해서는 아직 자세하게 연구된 바가 없다.

## 기타
레몬상어는 자연의 상태가 아닌 사람들이 인위적으로 가두어 놓은 곳에서도 잘 적응을 하는 것으로 알려져 있다. 이같은 습성때문에 다른 종의 상어들에 비해서는 연구가 많이 되어있는 상태이다. 2007년부터는 리조트 건설등으로 인해 맹그로브 숲이 많이 파괴되어 개체수가 심각하게 줄어가고 있다. 1580년부터 총 22건의 레몬상어의 인간 공격이 보고되어 있는데 레몬상어가 인간을 공격하여 인간이 죽은 경우는 아직 없다.